# 流線ノスタルジック
「流線ノスタルジック」（りゅうせんノスタルジック）は日本のロックバンド・KEYTALKの楽曲。2020年8月26日に配信限定シングルとしてVirgin Musicよりリリースされた。

## 概要
前作「サンライズ」からおよそ5か月振りのリリース。
「少年」「サンライズ」に引き続き、モバイルゲーム「実況パワフルプロ野球」のタイアップ第3弾として書き下ろした楽曲。
新型コロナウイルスの影響により、幕張メッセ2DAYS公演が中止になる中で、ステイホームを逆手に取り、完全リモートで制作された。
ギターの小野はインタビューの中で、録音が自粛のタイミングと重なり、その前段階のプリプロダクション作業もそれぞれの宅録環境で行ったことを明かしている。
音楽雑誌記者の田中大は、『意表を突くスリリングな展開がサビのメロディの郷愁を誘うムードを効果的に浮き彫りにしていて、ツインボーカルによる場面転換が歌詞の物語にロマンチックな奥行きを与えているのにもワクワクさせられる。』と批評している。
本作のリリースを記念したYouTube生配信がリリース日夜に行われた。生配信中にミュージック・ビデオのティザー映像が公開され、1ヶ月後の9月26日にフル映像が公開された。

## 収録曲
| #         | タイトル               | 作詞・作曲 | 編曲              | 時間 |
| --------- | ---------------------- | ---------- | ----------------- | ---- |
| 1.        | 「流線ノスタルジック」 | 首藤義勝   | KEYTALK、PRIMAGIC | 4:29 |
| 合計時間: | 合計時間:              | 合計時間:  | 合計時間:         | 4:29 |

## タイアップ
流線ノスタルジック
KONAMI「パワプロアプリ チャンピオンシップ」2020シーズン 公式テーマソング